# Robert Jean Ivanović
Robert Jean Ivanović (Sarajevo, 5. kolovoza 1889. – Zagreb 25. travnja 1968.) hrvatski kipar, maketar i srednjoškolski nastavnik. Rođen je kao Robert Jean, sin francuskih doseljenika Vilima i Elizabete Jean, rođene Pretner.

## Životopis

### Obrazovanje
Šesnaestogodišnji Robert Jean iz Sarajeva dolazi u Zagreb gdje 1904. – 1908. pohađa Obrtnu školu kako bi stekao zvanje kiparskog pomoćnika. 1908. upisuje se na Višu školu za umjetnost i obrt gdje godinu studira kod prof. Roberta Frangeša Mihanovića, s kojim i privatno surađuje. Akademsku godinu 1909./10. provodi u Münchenu, gdje studira u klasi prof. Franza Bernauera. Nakratko se vraća u Sarajevo gdje radi kao kipar dekorater, da bi sljedećih pet godina (1911. – 1916.) proveo u Zagrebu dovršavajući studij, Rimu, proučavajući klasičnu umjetnost i Pragu, na akademskoj specijalizaciji kod prof. Josefa Vaclava Myslbecka.
Školovanje kod najboljih srednjeeuropskih profesora toga doba snažno je uticalo na mladog Jeana, koji je po povratku u Zagreb bio jedan od rijetkih mladih kipara koji se uspio oduprijeti snažnom utjecaju slavnog i moćnog Ivana Meštrovića.

### Ciklus Rad (1915. – 1918.)
Kao i mnogi drugi naši kipari toga doba, Jean se na početku svoje kiparske karijere uglavnom posvetio socijalno angažiranoj skulpturi koja je rezultirala ciklusom „Rad“. Nažalost malo od tih djela je očuvano. Netragom nestala čak i Smrt radnika – skulptura koja je očarala čak i Izidora Kršnjavog. Od onog što je ostalo svakako treba istaći Kopača iz 1915. i grupu Na koloturu iz 1918. Cijeli ciklus Jean je izložio krajem svibnja 1918. kod Ulricha, dobivši od tadašnje likovne kritike brojne pohvale. Nekako istodobno, ponesen idejom južnoslavenskog okupljanja uz svoje prezime dodaje hrvatski narodni prijevod – Ivanović.

### Ciklus Ljubav (1918. – 1919.)
Premda će se kasnije tijekom svoje karijere u još nekoliko navrata vraćati tematici rada i radnika, Jean Ivanović se potkraj Prvog svjetskog rata polako prestaje baviti socijalno angažiranom skulpturom i posvećuje se intimističkim studijama ženskog tijela. Tako nastaje viklus ljubav, od kojeg nam nažalost ništa nije sačuvano.

### Ciklus Plesačice (1923. – 1936.)
Na ciklus ljubav tematski i intonacijom naslanja se na ciklus Plesačica, od kojeg nam je ostalo sačuvano nekoliko radova. Uglavnom je riječ o reljefima u hrastovini i orahovini, relativno velikih dimenzija, koji odaju decentne secesijske stilske odlike uronjene u modelaciju prepunu melodioznih zanosai koliko sugestivnog, toliko i teatralnog govora geste. Prema mišljenju zacijelo najbolje poznavateljice njegova opusa, Vesne Mažuran – Subotić, Ivanović u ovim radovima dostiže svoj kiparski apogej.

### Aktovi (1920. – 1940.)
Ženski aktovi predstavljaju brojčano najveću cjelinu unutar Ivanovićeva opusa. Oni su osobito značajni jer je tu dao neka od svojih najboljih ostvarenja poput Žetelice iz 1926., i dva stojeća ženska akta s činelama koji flankiraju početak krakova stepeništa koje vodi na kat zagrebačke Gradske kavane, iz 1925. – 1931., puna jednostavne senzualnosti i topline. Ipak, gotovo istodobno u Sjedeće ženskom aktu iz 1922. – 25. uočava se očit kiparev zamor, neuživljenost i površnost, koja će s vremenom postati dominantom svog njegova stvaralaštva, rezultirajući na koncu Ivanovićevim napuštanjem kiparstva.

### Portreti
Robert Jean Ivanović je tijekom cijelog svojeg kiparskoga staža modelirao portrete, kako u reljefu,  tako i u punoj plastici. Među njima valja spomenuti onaj Milice Dežman, Vatroslava Lisinskog, Stjepana Radića, Dragutina Gorjanovića Krambergera, Marije Ružičke-Strozzi, te osobito seriju vrlo zanimljivih, toplih portreta kolegice s Obrtne škole i buduće supruge Marije Zdenčaj koju je oženio 1936.

### Spomenici
Pred izbijanje Drugog svjetskog rata Ivanović se javio na dva natječaja: onaj za Konjanički spomenik kralja petra u svojem rodnom sarajevu, i Spomenik palim ratnicima peviog svjetskog rata na Mirogoju. Oba djela pokazuju Ivanovićev posvemašnji zamor, te svojom kiparskom i misaonom prazninom proročki najavljuju mnoga jednako tako prazna kiparska ostvarenja našeg soc-realizma.

### Nadgrobni spomenici
Kada je parabola Ivanovićeva kiparskoga rada već pokazivala znakove opadanja, dobio je nekoliko narudžbi za izradu nadgrobnih spomenika, od kojih se ističe onaj glumcu Josipu Papiću iz 1928., koji se tematski naslanja na slična zanimljiva i efektna ostvarenja rimske funeralne umjetnosti.

### Pedagoški rad
Svega nekoliko godina nakon diplome, Ivanović 1920. dobiva mjesto nastavnika na zagrebačkoj Obrtnoj školi, a odmah potom i na Arhitektonskom odjelu tehničkog fakulteta u zagrebu. Na Obrtnoj školi radi do 1932. a potom od 1936. do 1945. na Srednjoj tehničkoj školi u Splitu.

### Prestanak bavljenja kiparstvom i smrt
Po završetku drugog svjetskog rata Ivanović, na pragu svoje treće životne dobi, gotovo u potpunosti napušta kiparstvo. Od 1946. postaje vanjski suradnik Odsjeka građevinskih konstrukcija Tehničkog fakulteta u Zagrebu za kojeg izrađuje brojne arhitektonske modele i makete. Kao kipar gotovo zaboravljen, 25. travnja 1968. umire u KBC-u Rebro, u 79. godini života.